# Joe (cantor)
Joseph Lewis Thomas (5 de Julho de 1972), simplesmente creditado como Joe, é um cantor e produtor musical americano.

## Discografia
Álbuns de estúdio
- 1993: Everything
- 1997: All That I Am
- 2000: My Name Is Joe
- 2001: Better Days
- 2003: And Then...
- 2007: Ain't Nothin' Like Me
- 2008: Joe Thomas, New Man
- 2009: Signature
- 2011: The Good, The Bad, The Sexy

Álbuns de Compilação
- 2008: Greatest Hits
- 2009: Joe (iTunes Essentials)
- 2010: iTunes Live from SoHo - EP
- 2010: Joe Live from Japan

Álbuns de Natal
- 2009: Make Sure You're Home for Christmas
- 2009: Home Is The Essence Of Christmas

Outros
- 1996: Don't Be A Menace to South Central While You'er Drinking Your Juice in the Hood soundtrack
- 1998: Rush Hour soundtrack
- 1999: The Wood soundtrack
- 1999: Personal Conversation- Case
- 1999: Whispers In The Dark - Profyle
- 1999: The Game - Chico DeBarge
- 2000: Romeo Must Die: The Album
- 2000: Hip-Hop/R&B 2000 (iTunes Essentials)
- 2001: FB Entertainment Presents - The Good Life Album
- 2002: Drum Line soundtrack
- 2002: More Than A Woman - Angie Stone
- 2008: Welcome Home Roscoe Jenkins soundtrack
- 2011: 1997
- 2011: TD Jakes Presents - Sacred Love Song 2